# Diocese de Nuevo Casas Grandes
A Diocese de Nuevo Casas Grandes (em latim: Dioecesis Neograndicasensis) é uma diocese da Igreja Católica localizada no município de Nuevo Casas Grandes, no estado de Chihuahua, pertencente a Arquidiocese de Chihuahua no México. Foi fundada em 13 de abril de 1977 pelo Papa Paulo VI como Prelazia Territorial de Nuevo Casas. Com uma população católica de 149.387 habitantes, sendo 78,2% da população total, possui 28 paróquias com dados de 2021.

## História
Em 13 de abril de 1977 o Papa Paulo VI cria a Prelazia Territorial de Nuevo Casas Grandes através do território da Diocese de Ciudad Juárez. Em 2000 a prelazia é elevada a diocese com o nome de Diocese de Nuevo Casas Grandes.

## Prelados
A seguir uma lista de bispos desde a criação da prelazia em 1977.
|                                | Nome                            | Período     | Notas                       |
| Bispos                         | Bispos                          | Bispos      | Bispos                      |
| ------------------------------ | ------------------------------- | ----------- | --------------------------- |
| 4º                             | Víctor Melchor Quintana Quezada | 2025 -      | Atual                       |
| 3º                             | Jesús José Herrera Quiñonez     | 2011 - 2023 | Nomeado bispo de Culiacán   |
| 2º                             | Gerardo de Jesús Rojas López    | 2004 - 2010 | Nomeado bispo de Tabasco    |
| 1º                             | Hilario Chávez Joya, M.N.M.     | 2000 - 2004 |                             |
| Prelado de Nuevo Casas Grandes |                                 |             |                             |
| 1º                             | Hilario Chávez Joya, M.N.M.     | 1977 - 2000 | Nomeado bispo dessa diocese |